# Camping Trip
Camping Trip is de zevende aflevering van het tweede seizoen van het tienerdrama Beverly Hills, 90210, die voor het eerst werd uitgezonden op 29 augustus 1991.

## Verhaal
Het nieuwe schooljaar zal bijna beginnen en om nog de laatste dagen van de vakantie te vieren, besluiten Brandon, Brenda, Dylan, Kelly, Steve, Donna, Andrea en David op vakantie te gaan naar de Yosemite National Park. Ze stranden echter bij een motel. Hier komen ze in aanraking met een pasgetrouwd stelletje waar ze door omstandigheden in contact mee blijven die avond. Ze wisselen interpretaties over verschillende gebeurtenissen uit en leren elkaar beter kennen. De volgende ochtend valt Brandon bijna van een klif, maar wordt ternauwernood gered door Dylan. Dit geeft Brandon een compleet nieuwe kijk op het leven.

## Rolverdeling
- Jason Priestley - Brandon Walsh
- Shannen Doherty - Brenda Walsh
- Jennie Garth - Kelly Taylor
- Ian Ziering - Steve Sanders
- Gabrielle Carteris - Andrea Zuckerman
- Luke Perry - Dylan McKay
- Brian Austin Green - David Silver
- Tori Spelling - Donna Martin
- Carol Potter - Cindy Walsh
- James Eckhouse - Jim Walsh
- Peter Marc Jacobson - Neil
- Gina LaMond - Allison